# Чуру (город)
Чуру (англ. Churu, хинди चूरु) — город и муниципалитет на севере индийского штата Раджастхан. Административный центр округа Чуру.

## География
Расположен в пустыне Тар, на высоте 291 м над уровнем моря. В центральной части города находится древний форт.

## Экономика и транспорт
Основу экономики Чуру и прилегающих территорий составляет сельское хозяйство и скотоводство. Основным продуктом сельского хозяйства является горчичное масло. Промышленность развита крайне слабо; основными отраслями является производство гранитных плит и плитки, а также переработка горчичных семян. Через город проходит железная дорога Дели — Ревари — Биканер, а также национальное шоссе № 65.

## Население
Население по данным переписи 2001 года составляло 97 627 человек. Уровень грамотности — 62 %, что немногим выше среднеиндийского показателя 59,5 %.
| 1991   | 2001   | 2012    |
| ------ | ------ | ------- |
| 82 464 | 97 648 | 110 013 |

Источник: